# Nowogurowskij
Nowogurowskij – osiedle typu miejskiego w Rosji, w obwodzie tulskim. W 2010 roku liczyło 3590 mieszkańców.